# 北有馬町
北有馬町（きたありまちょう）は、長崎県の島原半島にある町。南高来郡に属した。
2006年3月31日、周辺7町と対等合併し、南高来郡は南島原市となった。

## 地理
島原半島の南部に位置する。海岸線は短いが、南岸を島原湾に接する。
- 河川：有馬川、大手川、浦口川、轟木川、高江川、西正寺川、坂下川、奥野川、矢代川

### 隣接市町村
- 雲仙市
- 南高来郡
  - 南有馬町
  - 西有家町

## 歴史
戦国時代から江戸時代初期にかけて、町名の由来ともなっている有馬氏による統治が行われる。キリシタン大名である有馬晴信の統治下の1580年（天正8年）、現在の町域にセミナリヨが開設され、日本で初めての西洋文化教育機関として伊東マンショ、中浦ジュリアン、ペトロ岐部などのキリシタンを数多く輩出し、江戸幕府による禁教令により閉鎖される1614年（慶長19年）まで存続した。
1637年（寛永14年）に起こった島原の乱における戦死と乱後の処刑により住民はほとんど死亡し、現在の町民はその後の高力忠房の復興政策により各地から移住してきた人々の子孫であると言われる。
島原の乱までは有馬村1村であったが、乱後に南有馬村・北有馬村の2村に分かれた。以降、他の町村と合併することなく推移していた。

### 沿革
- 1889年（明治22年）4月1日 - 町村制施行により、南高来郡北有馬村が単独村制にて発足。
- 1969年（昭和44年）4月1日 - 北有馬村が町制施行し北有馬町となる。
- 2006年（平成18年）3月31日 - 加津佐町・口之津町・南有馬町・西有家町・有家町・布津町・深江町と合併し市制施行。南島原市が発足し、北有馬町は自治体として消滅。

## 地域

### 地名
名を行政区域とする。北有馬町は1889年の町村制施行時に単独で自治体として発足したため、大字は無し。（発足当初は北有馬村）
なお、北有馬町では名の名称を十干に置き換えて表記する。
- 甲 / 折木名（おりきみょう）
- 乙 / 坂上下名（さかうえしたみょう）
- 丙 / 西正寺名（さいしょうじみょう）
- 丁 / 今福名（いまぶくみょう）
- 戊 / 谷川名（たにがわみょう）
- 己 / 田平名（たびらみょう）

## 教育

### 中学校
- 北有馬町立北有馬中学校

### 小学校
- 北有馬町立北有馬小学校

## 交通
町内に空港はない。最寄り空港は長崎空港。

### 鉄道
- 島原鉄道[2]
  - 北有馬駅

### バス路線

#### 一般路線バス
- 島原鉄道バス

### 道路
- 高速道路の最寄りインターチェンジは長崎自動車道諫早インターチェンジ。

#### 一般国道
- 国道251号
- 国道389号

#### 主要県道
- 長崎県道30号小浜北有馬線

## 経済

### 産業
- 特産品: 素麺

## 名所・旧跡・観光スポット・祭事・催事

### 名所・旧跡・観光スポット
- 原山支石墓群
- 日野江城跡
- 有馬セミナリヨ跡

### 祭事・催事
- フェスティビタス ナタリス（クリスマスイベント）

## 北有馬町出身の有名人
- 高木琢也 - 元サッカー選手、V・ファーレン長崎監督
- 井村荒喜 - 不二越創業者・衆議院議員
- 小笹三郎 - 建築家